# 화담숲

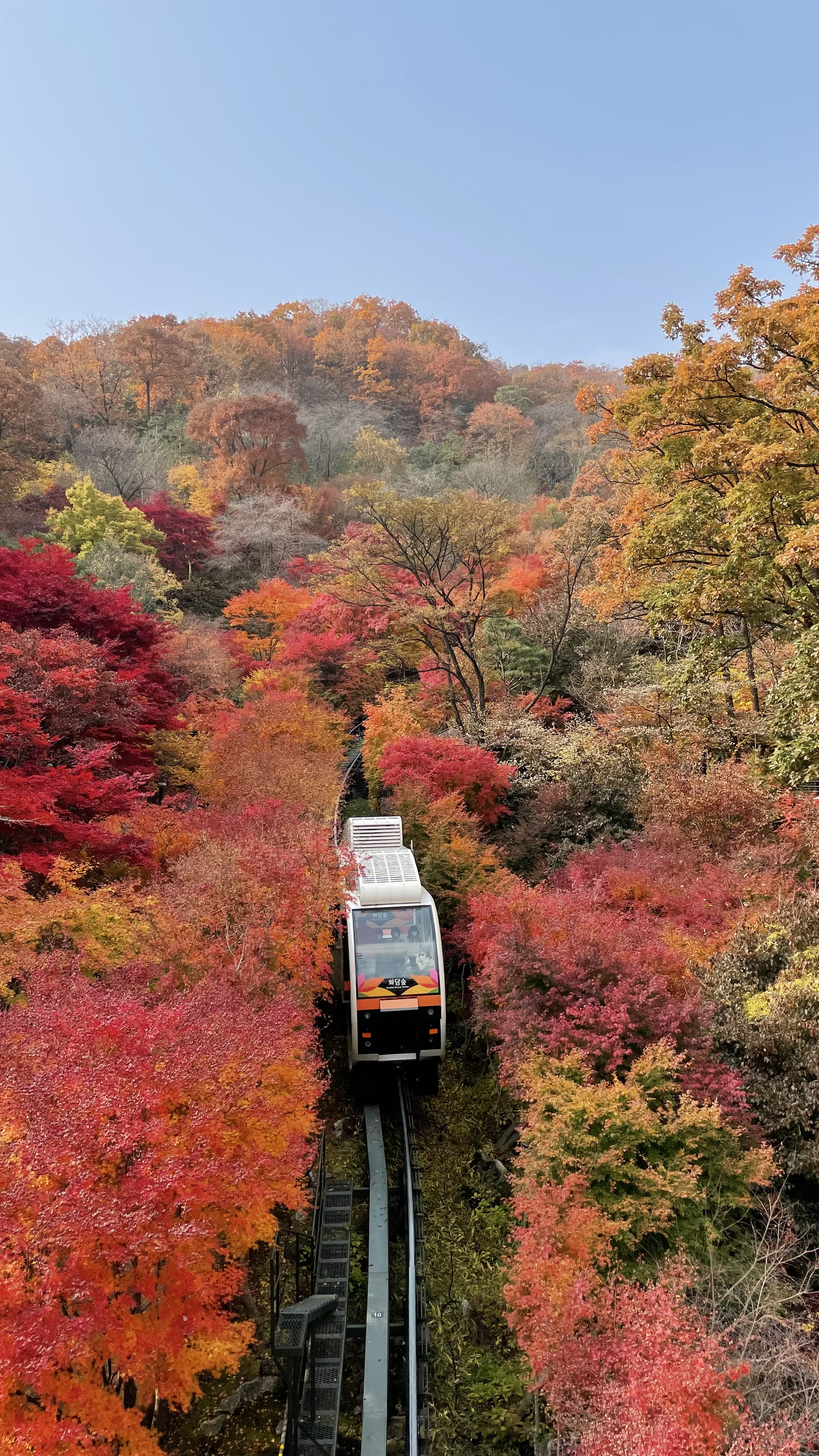
화담숲 단풍

화담숲은 LG상록재단이 2006년 4월 조성한, 경기도 광주시 도척면 도웅리의 수목원이다. 약 5만평으로 조성되었다. 

## 개요
경기도 광주시 도척면에 있는 곤지암리조트 내에 있는 LG그룹의 LG상록재단 사립 수목원으로 화담(和談)은 3대 LG그룹 회장이었던 구본무 회장의 아호로 정답게 얘기를 나누며 숲을 산책하다라는 뜻이다. 구 회장은 생전에 자연과 생물에 관심이 있는 것으로 알려졌으며 이를 통해서 지금의 광주 도척면 도웅리 산 곤지암리조트 뒷편에 있는 숲 일대에서 지금의 화담숲을 조성하였으며 2006년 4월 경기도 광주시청으로부터 수목원 조성 승인을 받아 착공하고 2010년에 가개장을 하였다가 2013년 6월에 화담숲이라는 이름으로 공식 개장하였다. 
면적은 약 5만평의 수목 일대와 산책로, 암석원, 자작나무원, 무궁화원, 수련원, 이끼원, 단풍원, 철쭉원, 소나무원과 2대 LG그룹 회장을 지냈던 구자경 회장의 아호를 본딴 상남분재원이 있다.  
현재 화담숲 관내를 운행하는 모노레일과 화담숲 주차장을 운행하는 리프트가 있다.  

## 현황

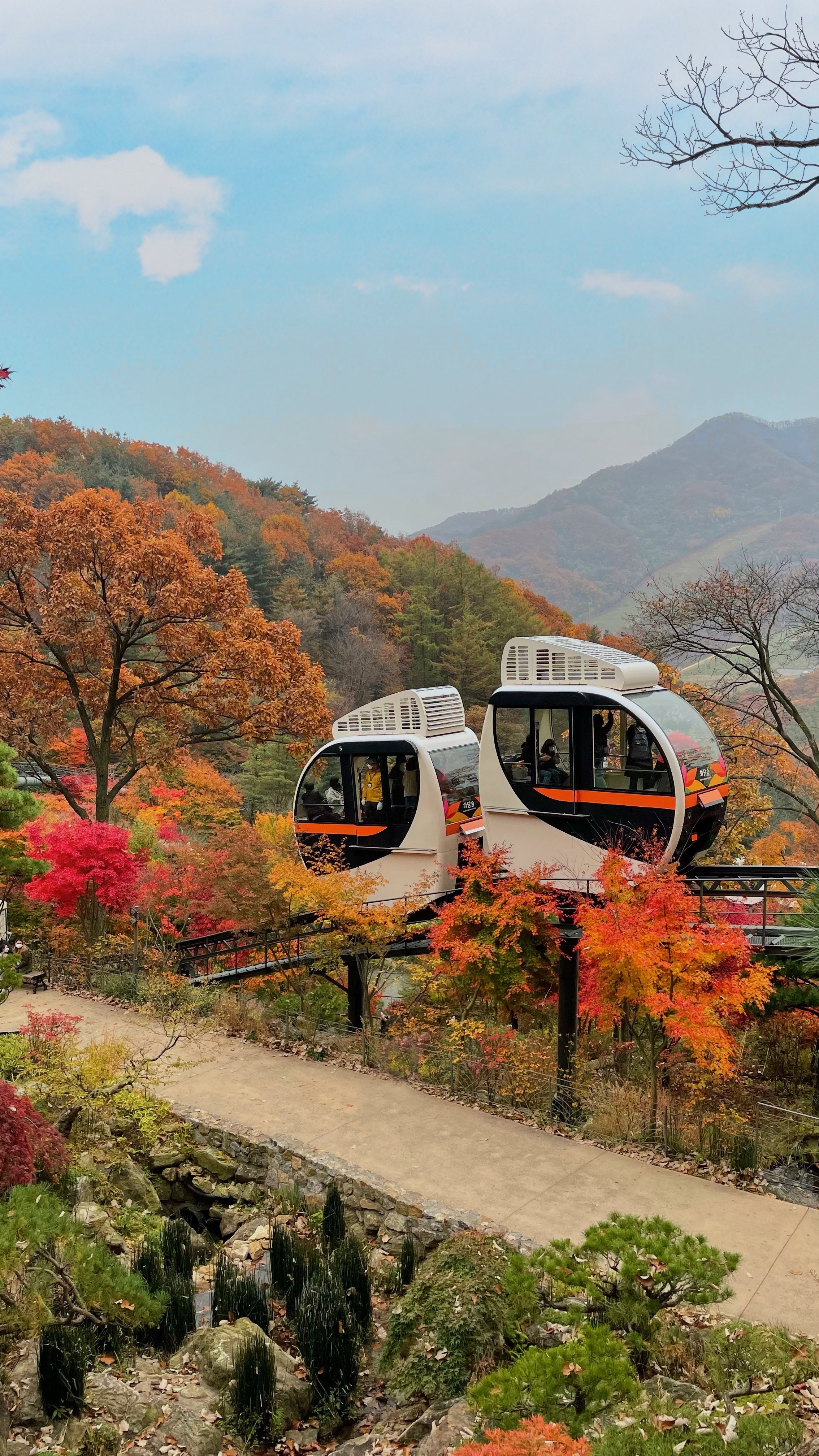

- 산책로
- 단풍원
- 무궁화원
- 소나무원
- 반딧불이원
- 이끼원
- 철쭉원
- 자작나무원
- 암석원
- 상남분재원
- 진달래원
- 수국원
- 민물고기 생태관
- 반딧불이 생태관
- 남생이 전시수족관
- 산벚나무림
- 참나무림
- 모노레일 승강장
- 주차장 리프트 승강장
- 관내 식당(한식)

## 같이 보기
- 곤지암리조트